# Tournoi pré-olympique de football de 1963-1964
Navigation
Rome 1960 Mexico 1968
Le tournoi pré-olympique de football de 1963-1964 a eu pour but de désigner les 14 nations qualifiées pour participer au tournoi final de football, disputé lors des Jeux olympiques de Tokyo en 1964. Médaillée d'or et tenante du titre, la Yougoslavie est qualifiée d'office ainsi que le Japon en tant que pays hôte, ces deux nations complètent ainsi le total des 16 participants à la phase finale.
Sur 62 nations inscrites au départ, 57 pays originaires de cinq continents ont effectivement pris part aux matches de qualification, qui ont eu lieu du 4 mai 1963 au 28 juin 1964, et étaient répartis entre les cinq confédérations comme suit :
- 21 équipes d'Europe (UEFA)
- 07 équipes d'Amérique du Sud (CONMEBOL)
- 05 équipes d'Amérique du Nord et d'Amérique centrale (CONCACAF)
- 13 équipes d'Asie (AFC)
- 11 équipes d'Afrique (CAF)

Les quatre nations britanniques (l'Angleterre, l'Écosse, l'Irlande du Nord et le pays de Galles) sont réunies sous la bannière de la Grande-Bretagne. L'Indonésie, le Liban, le Luxembourg, les Philippines et la Rhodésie du Sud déclarent forfait sans disputer la moindre rencontre. Taïwan s'est désisté avant qu'un match d'appui nécessaire ne soit disputé, refusant de jouer la rencontre sur terrain neutre. Par crainte de disqualification, la Grèce et l'Italie se retirent, la première avant de disputer la finale de son groupe et la seconde, pourtant qualifiée, à la veille du tournoi final. De même, la Corée du Nord renonce à la dernière minute à participer au tournoi olympique car certains joueurs coréens ont été empêchés de participer.
L'Allemagne de l'Est se présente quant à elle aux Jeux sous la bannière de l'Allemagne unifiée, en accord avec la décision des comités allemands respectifs de faire concourir leurs athlètes entre 1956 et 1964 dans une « Équipe unifiée d'Allemagne », le CIO ne reconnaissant à l'époque comme comité olympique allemand que celui d'Allemagne de l'Ouest. Si lors des Jeux de Melbourne c'est une équipe « mixte » qui fut alignée, les fédérations allemandes respectives ont décidé par la suite de disputer un tour préliminaire pour décider qui de l'Allemagne de l'Ouest ou de l'Allemagne de l'Est participerait aux éliminatoires et représenterait l'Allemagne sous la bannière unifiée en cas de qualification.

## Pays qualifiés
| Tournoi qualificatif           | Dates                             | Lieu      | Places | Qualifiés                                                          |
| ------------------------------ | --------------------------------- | --------- | ------ | ------------------------------------------------------------------ |
| Pays organisateur              |                                   |           | 1      | Japon                                                              |
| Tenant du titre                |                                   |           | 1      | Yougoslavie                                                        |
| Tournoi pré-olympique UEFA     | du 4 mai 1963 au 28 juin 1964     | Itinérant | 5      | Roumanie Hongrie Équipe unifiée d'Allemagne Italie Tchécoslovaquie |
| Tournoi pré-olympique CONMEBOL | du 7 mai au 7 juin 1964           | Pérou     | 2      | Argentine Brésil                                                   |
| Tournoi pré-olympique CONCACAF | du 4 août 1963 au 20 mars 1964    | Mexique   | 1      | Mexique                                                            |
| Tournoi pré-olympique AFC      | du 2 octobre 1963 au 28 juin 1964 | Itinérant | 3      | Corée du Sud Corée du Nord Iran                                    |
| Tournoi pré-olympique CAF      | du 9 octobre 1963 au 21 juin 1964 | Itinérant | 3      | Rép. arabe unie Ghana Maroc                                        |
| Total                          |                                   |           | 16     |                                                                    |

## Résultats des qualifications par confédération
Dans les phases de qualification en groupe disputées selon le système de championnat, en cas d’égalité de points de plusieurs équipes à l'issue de la dernière journée, les critères suivants sont appliqués dans l'ordre indiqué pour établir leur classement :

- Meilleure différence de buts,
- Plus grand nombre de buts marqués.

Dans le système à élimination directe avec des matches aller et retour, en cas d'égalité parfaite au score cumulé des deux rencontres, les mesures suivantes sont d'application :

- Nécessité d'un match d'appui disputé sur terrain neutre, et
- Organisation de prolongations et, au besoin, désignation du vainqueur par tirage au sort, si les deux équipes sont toujours à égalité au terme des prolongations du match d'appui, et
- La règle des buts marqués à l'extérieur n'est pas en vigueur.

### Europe (UEFA)
Le tournoi européen de qualification aux Jeux olympiques d'été de 1964 s'est déroulé entre le 4 mai 1963 et le 28 juin 1964. Deux tours ont été disputés entre cinq groupes (trois groupes de cinq équipes ayant nécessité un tour préliminaire, un groupe de quatre équipes et un groupe de trois équipes), à l'issue desquels le vainqueur de chaque finale de poule s'est qualifié pour les Jeux à l'issue d'un système à élimination directe disputé en match aller-retour, en jouant si nécessaire un match d'appui car la règle des buts marqués à l'extérieur n'est pas en vigueur. Au terme de ces éliminatoires, la Roumanie, la Hongrie, l'Allemagne de l'Est, l'Italie et la Tchécoslovaquie ont décroché leur participation au tournoi olympique. Sous crainte de se voir disqualifiée pour avoir fait usage de joueurs professionnels, l'Italie renonce à participer au tournoi olympique le 16 septembre 1964, la Pologne se voit proposée de participer mais refuse l'invitation et elle n'est donc en définitive pas remplacée.

#### Groupe 1

##### Tour préliminaire
| Équipe 1 | Résultat | Équipe 2 | Aller | Retour |
| -------- | -------- | -------- | ----- | ------ |
| Albanie  | 0 - 2    | Bulgarie | 0 - 1 | 0 - 1  |

##### Premier tour
| Équipe 1 | Résultat | Équipe 2           | Aller | Retour | Appui    |
| -------- | -------- | ------------------ | ----- | ------ | -------- |
| Danemark | 6 - 7    | Roumanie           | 2 - 3 | 3 - 2  | 1 - 2 ap |
| Bulgarie | -        | Luxembourg forfait | -     | -      | -        |

##### Second tour
| Équipe 1 | Résultat | Équipe 2 | Aller | Retour |
| -------- | -------- | -------- | ----- | ------ |
| Roumanie | 3 - 1    | Bulgarie | 2 - 1 | 1 - 0  |

#### Groupe 2

##### Premier tour
| Équipe 1 | Résultat | Équipe 2 | Aller | Retour |
| -------- | -------- | -------- | ----- | ------ |
| Hongrie  | 6 - 2    | Suède    | 4 - 0 | 2 - 2  |
| Suisse   | 0 - 7    | Espagne  | 0 - 1 | 0 - 6  |

##### Second tour
| Équipe 1 | Résultat | Équipe 2 | Aller | Retour |
| -------- | -------- | -------- | ----- | ------ |
| Espagne  | 1 - 5    | Hongrie  | 1 - 2 | 0 - 3  |

#### Groupe 3

##### Tour préliminaire
| Équipe 1           | Résultat | Équipe 2             | Aller | Retour |
| ------------------ | -------- | -------------------- | ----- | ------ |
| Allemagne de l'Est | 4 - 2    | Allemagne de l’Ouest | 3 - 0 | 1 - 2  |

##### Premier tour
| Équipe 1         | Résultat | Équipe 2           | Aller | Retour |
| ---------------- | -------- | ------------------ | ----- | ------ |
| Union soviétique | 11 - 0   | Finlande           | 7 - 0 | 4 - 0  |
| Pays-Bas         | 1 - 4    | Allemagne de l'Est | 0 - 1 | 1 - 3  |

##### Second tour
| Équipe 1           | Résultat | Équipe 2         | Aller | Retour | Appui |
| ------------------ | -------- | ---------------- | ----- | ------ | ----- |
| Allemagne de l'Est | 6 - 3    | Union soviétique | 1 - 1 | 1 - 1  | 4 - 1 |

#### Groupe 4

##### Premier tour
| Équipe 1 | Résultat | Équipe 2 | Aller | Retour |
| -------- | -------- | -------- | ----- | ------ |
| Turquie  | 3 - 9    | Italie   | 2 - 2 | 1 - 7  |
|          | exempt   | Pologne  | -     | -      |

##### Second tour
| Équipe 1 | Résultat | Équipe 2 | Aller | Retour |
| -------- | -------- | -------- | ----- | ------ |
| Italie   | 4 - 0    | Pologne  | 3 - 0 | 1 - 0  |

#### Groupe 5

##### Tour préliminaire
| Équipe 1 | Résultat | Équipe 2        | Aller | Retour |
| -------- | -------- | --------------- | ----- | ------ |
| Islande  | 0 - 10   | Grande-Bretagne | 0 - 6 | 0 - 4  |

##### Premier tour
| Équipe 1        | Résultat | Équipe 2 | Aller | Retour |
| --------------- | -------- | -------- | ----- | ------ |
| Tchécoslovaquie | 8 - 2    | France   | 4 - 0 | 4 - 2  |
| Grande-Bretagne | 3 - 5    | Grèce    | 2 - 1 | 1 - 4  |

##### Second tour
| Équipe 1        | Résultat | Équipe 2      | Aller | Retour |
| --------------- | -------- | ------------- | ----- | ------ |
| Tchécoslovaquie | -        | Grèce forfait | -     | -      |

### Amérique du Sud (CONMEBOL)
Le tournoi pré-olympique sud-américain s'est déroulé du 7 mai au 7 juin 1964 à Lima au Pérou. Les deux équipes les mieux classées, d'un groupe unique rassemblant les sept nations participantes, étaient placées pour le tournoi olympique au terme d'une compétition à match unique entre chacun des adversaires. Le tournoi fut toutefois interrompu à cinq rencontres de la fin en raison de troubles ayant émaillé la rencontre entre le Pérou et l'Argentine, dès lors un barrage a été organisé pour départager le Brésil et le Pérou à égalité. À l'issue de ces éliminatoires, l'Argentine et le Brésil se sont qualifiés.

#### Tournoi qualificatif
| Rang | Équipe    | Pts | J | G | N | P | Bp | Bc | Diff |  | Résultats (▼ dom., ► ext.) |  |   |     |     |     |     |     |
| ---- | --------- | --- | - | - | - | - | -- | -- | ---- |  | -------------------------- |  | - | --- | --- | --- | --- | --- |
| 1    | Argentine | 10  | 5 | 5 | 0 | 0 | 11 | 1  | +10  |  | Argentine                  |  | - | 1-0 | 2-0 | 3-1 | 4-0 | 1-0 |
| 2    | Brésil    | 5   | 3 | 2 | 1 | 0 | 6  | 2  | +4   |  | Brésil                     |  |   | -   | 1-1 | -   | 2-0 | 3-1 |
| 3    | Pérou     | 5   | 4 | 2 | 1 | 1 | 6  | 2  | +4   |  | Pérou                      |  |   |     | 3-0 | 2-0 | -   | 1-1 |
| 4    | Colombie  | 4   | 6 | 1 | 2 | 3 | 6  | 10 | -4   |  | Colombie                   |  |   |     |     | 1-1 | 0-2 | 4-1 |
| 5    | Uruguay   | 3   | 5 | 0 | 3 | 2 | 3  | 7  | -4   |  | Uruguay                    |  |   |     |     |     | 0-0 | 1-1 |
| 6    | Chili     | 3   | 4 | 1 | 1 | 2 | 2  | 6  | -4   |  | Chili                      |  |   |     |     |     |     | -   |
| 7    | Équateur  | 2   | 5 | 0 | 2 | 3 | 4  | 10 | -6   |  | Équateur                   |  |   |     |     |     |     |     |

#### Barrage
| Équipe 1 | Résultat | Équipe 2 |
| -------- | -------- | -------- |
| Brésil   | 4 - 0    | Pérou    |

### Amérique du Nord, Amérique centrale et Caraïbes (CONCACAF)
La phase de qualification de la CONCACAF a eu lieu du 4 août 1963 au 20 mars 1964 et a permis au Mexique de se qualifier pour le tournoi olympique. Un tour préliminaire à élimination directe disputé en match aller-retour où la règle des buts marqués à l'extérieur n'est pas en vigueur a désigné le quatrième et dernier participant à une ronde finale dont le vainqueur s'est qualifié pour les Jeux à l'issue d'une compétition à match unique contre chacun des adversaires.

#### Tour préliminaire
| Équipe 1               | Résultat | Équipe 2            | Aller | Retour |
| ---------------------- | -------- | ------------------- | ----- | ------ |
| Antilles néerlandaises | 2 - 4    | Guyane néerlandaise | 2 - 1 | 0 - 3  |

#### Tournoi final
La phase finale désignant la nation participante au tournoi olympique s'est déroulée à Mexico du 16 au 20 mars 1964.
| Rang | Équipe              | Pts | J | G | N | P | Bp | Bc | Diff |  | Résultats (▼ dom., ► ext.) |  |     |     |     |
| ---- | ------------------- | --- | - | - | - | - | -- | -- | ---- |  | -------------------------- |  | --- | --- | --- |
| 1    | Mexique             | 6   | 3 | 3 | 0 | 0 | 13 | 2  | +11  |  | Mexique                    |  | 6-0 | 2-1 | 5-1 |
| 2    | Guyane néerlandaise | 4   | 3 | 2 | 0 | 1 | 7  | 7  | 0    |  | Guyane néerlandaise        |  |     | 1-0 | 6-1 |
| 3    | États-Unis          | 2   | 3 | 1 | 0 | 2 | 5  | 5  | 0    |  | États-Unis                 |  |     |     | 4-2 |
| 4    | Panama              | 0   | 3 | 0 | 0 | 3 | 4  | 15 | -11  |  | Panama                     |  |     |     |     |

### Asie (AFC)
La phase de qualification asiatique a été jouée entre le 2 octobre 1963 et le 28 juin 1964 en trois groupes. Deux tours ont été disputés, précédés d'un tour préliminaire, à l'issue desquels le vainqueur de chaque finale de poule s'est qualifié pour les Jeux à l'issue d'un système à élimination directe disputé en match aller-retour, en jouant si nécessaire un match d'appui car la règle des buts marqués à l'extérieur n'est pas en vigueur. Singapour ayant rejoint Malaya pour former la Fédération de Malaisie, la Corée du Nord est invitée à participer à sa place. Au terme de ces éliminatoires, la Corée du Sud, la Corée du Nord et l'Iran se qualifient pour le tournoi olympique. La Corée du Nord s'est toutefois retirée du tournoi olympique à la dernière minute car certains joueurs ont été empêchés de participer, elle ne fut pas remplacée.

#### Groupe 1

##### Tour préliminaire
| Équipe 1     | Résultat | Équipe 2       | Aller | Retour |
| ------------ | -------- | -------------- | ----- | ------ |
| Corée du Sud | 2 - 2    | Taïwan forfait | 2 - 1 | 0 - 1  |

##### Premier tour
| Équipe 1     | Résultat | Équipe 2            | Aller | Retour |
| ------------ | -------- | ------------------- | ----- | ------ |
| Sud-Vietnam  | 2 - 1    | Israël              | 0 - 1 | 2 - 0  |
| Corée du Sud | -        | Philippines forfait | -     | -      |

##### Second tour
| Équipe 1     | Résultat | Équipe 2    | Aller | Retour |
| ------------ | -------- | ----------- | ----- | ------ |
| Corée du Sud | 5 - 2    | Sud-Vietnam | 3 - 0 | 2 - 2  |

#### Groupe 2

##### Tour préliminaire
| Équipe 1 | Résultat | Équipe 2  | Aller | Retour |
| -------- | -------- | --------- | ----- | ------ |
| Malaisie | 3 - 4    | Thaïlande | 1 - 1 | 2 - 3  |

##### Premier tour
| Équipe 1  | Résultat | Équipe 2          | Aller | Retour |
| --------- | -------- | ----------------- | ----- | ------ |
| Birmanie  | 2 - 1    | Corée du Nord     | 0 - 0 | 0 - 1  |
| Thaïlande | -        | Indonésie forfait | -     | -      |

##### Second tour
| Équipe 1      | Résultat | Équipe 2  | Aller | Retour |
| ------------- | -------- | --------- | ----- | ------ |
| Corée du Nord | 7 - 0    | Thaïlande | 2 - 0 | 5 - 0  |

#### Groupe 3

##### Tour préliminaire
| Équipe 1 | Résultat | Équipe 2 | Aller | Retour |
| -------- | -------- | -------- | ----- | ------ |
| Iran     | 4 - 2    | Pakistan | 4 - 1 | 0 - 1  |
| Ceylan   | 3 - 12   | Inde     | 3 - 5 | 0 - 7  |

##### Premier tour
| Équipe 1 | Résultat | Équipe 2      | Aller | Retour |
| -------- | -------- | ------------- | ----- | ------ |
| Iran     | 4 - 0    | Irak          | 4 - 0 | 0 - 0  |
| Inde     | -        | Liban forfait | -     | -      |

##### Second tour
| Équipe 1 | Résultat | Équipe 2 | Aller | Retour |
| -------- | -------- | -------- | ----- | ------ |
| Iran     | 6 - 1    | Inde     | 3 - 0 | 3 - 1  |

### Afrique (CAF)
Le tournoi africain de qualifications pour les Jeux olympiques d’été de 1964 s’est déroulé sur deux tours entre le 9 octobre 1963 et le 21 juin 1964. Les trois qualifiés au tournoi olympique ont été déterminés, au terme des deux rondes répartissant les 12 nations participantes dans trois groupes, à l'issue d'un système à élimination directe disputé en match aller-retour. Après le second tour, la République arabe unie, le Ghana et le Maroc se sont qualifiés pour le tournoi olympique.

#### Groupe 1

##### Premier tour
| Équipe 1 | Résultat | Équipe 2                | Aller | Retour |
| -------- | -------- | ----------------------- | ----- | ------ |
| Ouganda  | 2 - 7    | Rép. arabe unie         | 1 - 4 | 1 - 3  |
| Soudan   | -        | Rhodésie du Sud forfait | -     | -      |

##### Second tour
| Équipe 1 | Résultat | Équipe 2        | Aller | Retour |
| -------- | -------- | --------------- | ----- | ------ |
| Soudan   | 4 - 7    | Rép. arabe unie | 3 - 3 | 1 - 4  |

#### Groupe 2

##### Premier tour
| Équipe 1 | Résultat   | Équipe 2 | Aller | Retour | Appui    |
| -------- | ---------- | -------- | ----- | ------ | -------- |
| Dahomey  | 4 - 4 toss | Tunisie  | 2 - 2 | 1 - 1  | 1 - 1 ap |
| Liberia  | 4 - 6      | Ghana    | 4 - 5 | 0 - 1  | -        |

##### Second tour
| Équipe 1 | Résultat | Équipe 2 | Aller | Retour |
| -------- | -------- | -------- | ----- | ------ |
| Ghana    | 3 - 2    | Tunisie  | 2 - 0 | 1 - 2  |

#### Groupe 3

##### Premier tour
| Équipe 1 | Résultat | Équipe 2 | Aller | Retour | Appui |
| -------- | -------- | -------- | ----- | ------ | ----- |
| Kenya    | 5 - 10   | Éthiopie | 4 - 3 | 1 - 7  | -     |
| Nigeria  | 5 - 6    | Maroc    | 3 - 0 | 1 - 4  | 1 - 2 |

##### Second tour
| Équipe 1 | Résultat | Équipe 2 | Aller | Retour |
| -------- | -------- | -------- | ----- | ------ |
| Éthiopie | 0 - 2    | Maroc    | 0 - 1 | 0 - 1  |